# 兹拉特科·霍瓦特
兹拉特科·霍瓦特（1984年9月25日—），克罗地亚男子手球运动员。他曾代表克罗地亚国家队参加2008年、2012年和2016年夏季奥林匹克运动会手球比赛，获得一枚铜牌。